# Ylijärvi (sjö i Finland, Södra Karelen)
Ylijärvi är en sjö i Finland. Den ligger i kommunen Villmanstrand i landskapet Södra Karelen, i den södra delen av landet, 180 km öster om huvudstaden Helsingfors. Ylijärvi ligger 30,3 meter över havet. Den ligger vid sjön Husujärvi. I omgivningarna runt Ylijärvi växer i huvudsak blandskog. Arean är 72,2 hektar och strandlinjen är 9,13 kilometer lång. Sjön  ingår i Santajokis avrinningsområde. 